# Tupilakosauridae
De Tupilakosauridae zijn een familie van uitgestorven dvinosauride temnospondylen. Ze bevat de geslachten Slaugenhopia, Thabanchuia, Tupilakosaurus en mogelijk Kourerpeton. Tupilakosauriden zijn bekend uit Texas, Groenland, Rusland en Frankrijk. De vroegste tupilakosauride Slaugenhopia stamt uit het Vroeg-Perm, terwijl de laatst bekende tupilakosauriden uit het Vroeg-Trias stammen. Afgeleide tupilakosauriden bezitten embolomere centra in hun wervels, die diplospondiel zijn. Ze hebben ook een diepe inkeping in het pterygoïde bot van het verhemelte. Tupilakosauriden waren aquatisch en gebruikten een golvende manier van zwemmen, net als die van palingen.